# بریگ ادل
بریگ ادل (به انگلیسی: French brig Adèle) یک کشتی است.